# Gredice (Chorwacja)
Gredice – wieś w Chorwacji, w żupanii krapińsko-zagorskiej, w mieście Klanjec. W 2011 roku liczyła 319 mieszkańców.